# Памятник Петру I (Сочи)
Па́мятник Петру́ Пе́рвому — памятник российскому императору Петру I расположен в Центральном районе города Сочи, Краснодарский край, Россия.

## Расположение

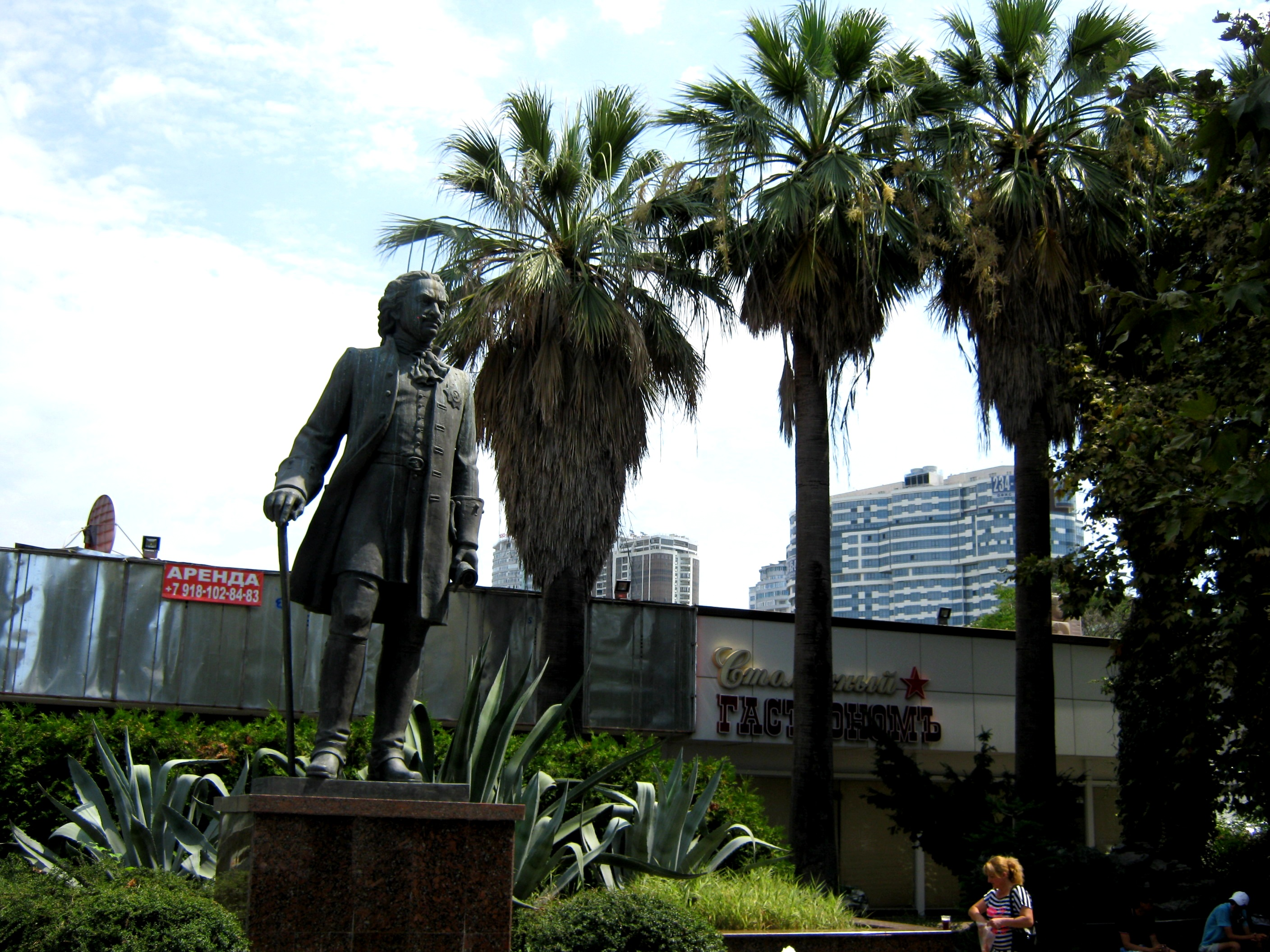
Памятник Петру I

Памятник был открыт 1 мая 2008 года на площади у мелководного причала морского порта.

Выбор места и идея установки памятника:

Петру принадлежит идея создания российского флота. Сочинское побережье — самый южный российский форпост. Поэтому памятник царю-реформатору расположен напротив морпорта.— Вячеслав Звонов, один из авторов памятника

## Характеристики
Высота бронзового памятника с постаментом около 5,5 м (сама фигура — 3,4 м), он был отлит на заводе в Минске (Белоруссия). Вес — 5 тонн. Спонсировал проект Э. Кагосян.
Авторы памятника — скульпторы из Сочи Александр Бутаев и Вячеслав Звонов, они работали над композицией в течение четырёх месяцев.